# Makiko Ōmoto
Makiko Ōmoto (大本 眞基子, Ōmoto Makiko), née le 1er février 1973 à Kurashiki, est une seiyū. Elle travaille pour Aoni Production.

## Rôles

### Anime
- Angel Heart (manga) - Joy Rō
- Atashin'chi - Rio
- Bakumatsu Kikansetsu Irohanihoheto

Bakusou Kyoudai Let's & Go!! MAX - Nero Stella Boruzoi
- Battle B-Daman: Fire Spirits - Gunnos
- Battle B-Daman - Mirumasu
- Battle Spirits: Shōnen Toppa Bashin - Baito-san
- Black Jack - Mika
- Bobobo-bo Bo-bobo - LOVE
- Captain Tsubasa: Road to 2002 - Yoshiko Fujisawa
- Cheeky Angel - Miki Hanakain
- Super Yo-Yo - Mai Kirisaki
- Corrector Yui - Yui Kasuga
- Crayon Shin-chan - Micchi Hatogoya (2e voix), Yuu Yakutsukuri
- Crush Gear Turbo - Kishin Ōkawa
- Cutie Honey Flash - Aki Natsuko
- Cyborg Kuro-chan - Devil Matatabi, Matatabi
- Danganronpa: The Animation - Sayaka Maizono
- Danganronpa 3: The End of Hope's Peak High School - Sayaka Maizono
- Demashita! Powerpuff Girls Z - Ken Kitazawa
- Detective Conan: Jolly Roger in the Deep Azure - Chinatsu Mabuchi
- Detective Conan: The Lost Ship in the Sky - Présentatrice
- Digimon Frontier - ToyAgumon
- Doraemon: Obāchan no Omoide - Young Nobita
- Elmer no Bouken: My Father's Dragon - Lucy
- Gegege no Kitarō - Yobuko, Kenta, Kouhei, Rina, Satoshi, Yusuke
- Gokudo - Ikkyū
- Gun Sword - Carossa
- Hakugei: Legend of the Moby Dick - Atre
- Hunter × Hunter - Ortho Sibling
- Interlude (OAV) - La mère d'Aya
- Inuyasha: The Final Act - Bone Demon
- Jigoku Sensei Nūbē - Yoshie Satou
- KenIchi the Mightiest Disciple -  Izumi Yuka
- Kikou Sennyo Rouran - Mahoro Mikogami
- Kirby: Right Back at Ya! - Kirby, Rick, Hohhe
- Lost Universe - Rob
- Mermaid's Forest TV - Masato
- Midori Days - Makie
- Nightwalker - Mikako
- One Piece - Makino, Tamanegi, Miss Monday
- Onmyou Taisenki - Utsuho, Shōsetsu no Tankamui
- Project ARMS - Jeff Bowen
- Puni Puni Poemi - Mitsuki Aasu
- s-CRY-ed - Shoka, Fani Terakado
- Sailor Moon SuperS - Ame-tama
- Shijou Saikyou no Deshi Kenichi - Ureka
- Shin Chan - Micchi, Yuu
- Spectral Force (OAV) - Little Snow
- Street Fighter II: The Movie - Voix au téléphone
- Tenshi na Konamaiki - Miki Hanakain
- The Wallflower - Ikeda
- Voltage Fighter Gowcaizer (OAV) - Kubira
- Yomigaeru Sora – Rescue Wings - Yumi
- You're Under Arrest - Kazuyo Kawada
- Zoids: Chaotic Century - Fīne Eleceene Lyney

### Jeux vidéo
- Airforce Delta Strike – Ruth Valentine
- Danganronpa: Trigger Happy Havoc – Sayaka Maizono
- Everybody's Golf 4 – Aimi, Kazuma
- Fire Emblem Engage - Lyn
- Fire Emblem Heroes – Lyn, Nephenie, Bramimond
- Fire Emblem Warriors – Lyn
- Kid Icarus: Uprising – Viridi
- Kirby – Kirby, Reine Sectonia, Susie
- Mobile Suit Gundam SEED: Owaranai Asu e – Shiho Hahnenfuss
- Purikura Daisakusen – Grey O'Brien

- Samurai Warriors – Inahime
- Shining Force III – Grace
- Super Smash Bros. – Kirby, Ness, Lyn, Viridi
- Tales of Vesperia – Witchell
- WarTech: Senko no Ronde – Sakurako Sanjo